# Lauri Vilkko
Lauri Vilkko, né le 13 août 1925 à Rautjärvi et mort le 13 octobre 2017 à Tuusula, est un pentathlonien finlandais.

## Palmarès

### Jeux olympiques
- 1952 à Helsinki
  -  Médaille de bronze par équipes [2]